# Carl Gotthelf Gerlach
Pour les articles homonymes, voir Gerlach.
Carl Gotthelf Gerlach (Calbitz, 31 décembre 1704 – Leipzig, 9 juillet 1761) est un organiste, compositeur et violoniste allemand. Il est un élève de Jean-Sébastien Bach.

## Biographie
Gerlach naît en 1704, fils du pasteur de Calbitz, Gotthelf Gerlach. De 1717 à 1723 il fréquente — comme auparavant, son père et son frère cadet, Heinrich August — l'école de saint-Thomas de Leipzig, y recevant l'enseignement du Thomaskantor, Johann Kuhnau. Dès 1723, il est très probablement l'élève du successeur de Kuhnau, Jean-Sébastien Bach.
À la fin de ses études, Carl Gotthelf Gerlach assiste Bach en tant que chanteur (contralto), violoniste et claveciniste. Il participe à l'ensemble de musique figurative de l'église Saint-Thomas Thomas et de l'église saint-Nicolas et accompagne son professeur lors de concerts. En 1727, il est inscrit à l'Université de Leipzig et étudie le droit. En 1729, il aide Bach, en tant qu'organiste et directeur musical (à la succession de Georg Balthasar Schott) à l'église nouvelle de Leipzig. Il y sera remplacé par Johann Gottlieb Wiedner. À partir de 1729, Gerlach n'est probablement pas subventionné par la ville de Leipzig. Ses compositions musicales d'église sont considérées comme très modernes pour l'époque.
Après avoir représenté Bach à plusieurs reprises, il devient en 1737 le directeur par intérim du Collegium musicum, poste qu'il tient jusqu'en 1739. Entre 1741 et 1744, il en devient le dernier chef. En 1747, il remet ses fonctions temporairement à Johann Trier. Il est également premier violon du « Grand Concert » (Großen Konzerts), le précurseur du Gewandhauskonzerte. En outre, Carl Gotthelf Gerlach jouait de la viole d'amour. Il meurt en 1761, après une longue maladie, célibataire et sans enfants.
Gerlach laisse un certain nombre de manuscrits, entrés dans le fonds de l'éditeur Johann Gottlob Immanuel Breitkopf, mais seules deux œuvres ont survécu.